# 新界區專線小巴105線
新界區專線小巴105線是香港一條由友文投資營辦的綠色專線小巴路線，由康盛花園往來土瓜灣高山劇場。
由於本路線途經多條快速道路，因此容易衍生超速問題。

## 歷史
- 1997年6月6日：運輸署公開招標19組共27條專綫小巴新路線，此線為其中之一。[3]
- 1998年7月1日：此線開辦，全程收費$7.00，分段收費$3.30。
- 2001年9月22日：開辦深宵路線105S，路線與105線相同，全程收費$9.00，分段收費$5.00。
- 2002年8月：分段收費由$3.3減至$3。
- 2007年5月20日：105線調整票價，全程收費$7.4，分段收費$3.2，105S線票價不變。
- 2011年10月2日：105線調整票價，105線全程收費$8，分段收費$3.5；105S線全程收費$9.8，分段收費$5.4。
- 2013年9月8日：105線調整票價，105線全程收費$8.7，分段收費$3.8；105S線全程收費$10.7，分段收費$5.9。
- 2015年1月1日：105線調整票價，105線全程收費$9.5，分段收費$4.0（1月1日至2月28日全程收費$9.2）；105S線全程收費$11.7，分段收費$6.5。
- 2018年3月18日：105線調整票價，105線全程收費$10.2，分段收費$4.4；105S線全程收費$12.8，分段收費$7.2。
- 2021年8月9日：105S線減至3班。[4]

## 服務時間及班次
105線
- 每日康盛花園開：06:00-00:00，5-9分鐘一班
- 每日土瓜灣：06:00-00:00，5-9分鐘一班

105線特別班次
星期一至五，寶林消防局開往土瓜灣：07:00-09:00，12分鐘一班
星期一至五，梁潔華小學開往土瓜灣：07:06-08:54，12分鐘一班
星期一至五，上鄉道開往康盛花園：17:30-19:50，20分鐘一班
上述特別班次星期六、星期日及公眾假期皆不設服務
105S線
- 每晚康盛花園開：01:00、02:00、03:00
- 每晚土瓜灣開：00:30、01:30、02:30

## 行車路線
| 康盛花園開 | 康盛花園開             | 康盛花園開       | 高山劇場開 | 高山劇場開     | 高山劇場開       |
| 序號       | 車站名稱               | 位置             | 序號       | 車站名稱       | 位置             |
| ---------- | ---------------------- | ---------------- | ---------- | -------------- | ---------------- |
| 1          | 康盛花園               | 康盛花園巴士總站 | 1          | 高山劇場       | 高山道           |
| 2          | 康盛花園               | 寶琳北路         | 2          | 江西街         | 江西街           |
| 3          | 翠林邨                 | 寶琳北路         | 3          | 安徽街         | 馬頭圍道         |
| 4          | 寶林消防局             | 寶琳北路         | 4          | 落山道         | 馬頭圍道         |
| 5          | 英明苑                 | 寶琳北路         | 5          | 上鄉道         | 馬頭圍道         |
| 6          | 新都城二期             | 寶豐路           | 6          | 農圃道         | 馬頭圍道         |
| 7          | 順德聯誼總會梁潔華小學 | 寶豐路           | 7          | 馬頭角道       | 馬頭涌道         |
| 8          | 茵怡花園               | 寶康路           | 8          | 亞皆老街遊樂場 | 馬頭涌道         |
| 9          | 寶康公園               | 寶康路           | 9          | 富豪東方酒店   | 太子道東         |
| 10         | 采頤花園               | 太子道東         | 10         | 譽‧港灣        | 太子道東         |
| 11         | 譽‧港灣                | 太子道東         | 11         | 茵怡花園       | 寶康路           |
| 12         | 富豪東方酒店           | 太子道西         | 12         | 寶林邨寶儉樓   | 寶豐路           |
| 13         | 宋皇臺公園             | 馬頭涌道         | 13         | 英明苑         | 寶琳北路         |
| 14         | 木廠街                 | 馬頭涌道         | 14         | 寶林邨寶仁樓   | 寶琳北路         |
| 15         | 馬頭角道               | 馬頭涌道         | 15         | 翠林邨         | 寶琳北路         |
| 16         | 馬坑涌道               | 馬頭圍道         | 16         | 康盛花園       | 康盛花園巴士總站 |
| 17         | 九龍城道               | 上鄉道           |            |                |                  |
| 18         | 長寧街                 | 上鄉道           |            |                |                  |
| 19         | 落山道                 | 土瓜灣道         |            |                |                  |
| 20         | 浙江街                 | 土瓜灣道         |            |                |                  |
| 21         | 機利士北路             | 新柳街           |            |                |                  |
| 22         | 高山劇場               | 高山道           |            |                |                  |

## 小資料及使用狀況
- 本路線提供翠林及寶林特快往返土瓜灣及九龍城服務，同樣亦為九龍城往返將軍澳之兩條小巴路線之一（另一條路線為新界區專線小巴110線，但不經土瓜灣）。
- 在本線未開辦前，由翠林及寶林要前往土瓜灣及紅磡只能乘搭九龍巴士93K線，在寶林另可在早上繁忙時間乘搭297P線（因本線的出現，最終導致九巴297P要提升至全日服務並改稱297），但該線班次不算頻密，而且收費貴及較慢。由於山上居民不希望先繞經寶林才離開將軍澳，所以部分乘客仍會乘93K往土瓜灣及九龍城。
- 本線開辦後，憑著頻密的班次和較平的收費，很快便搶去該兩線的乘客。[5]
- 本線曾於2001年引入對講機，由車長自行報告行蹤，及報告九龍巴士297線的位置並加以搶客，若發現中途分站有大量乘客等候則通知其中一輛小巴立即前往接客。不過對講機噪音甚高，更甚的是部份車長竟然用作私人閒談，引起危險，因此於2004年9月起逐步拆除對講機，令專線小巴無法再因應情況自行調整班次。
- 本線現在是將軍澳區小巴線皇之一，在繁忙時間，車輛很多時在一兩個站後便上滿了客，但沿途車站仍有大量乘客候車，故小巴公司需派出空車往各車站接載乘客。
- 除來往土瓜灣／九龍城至將軍澳外，本線另一客源是寶林往康盛花園的乘客，由於本線班次頻密，而且不用繞經翠林商場，故很多由寶琳站往康盛花園的乘客不乘搭15/15M線小巴而改乘本線。

### 主要客源
- 將軍澳往返九龍城、土瓜灣
- 寶林往康盛花園

### 主要競爭者
- 九龍巴士93K線、九龍巴士297線：九龍城、土瓜灣、紅磡往返將軍澳
- 九龍巴士98C線：九龍城往返將軍澳
- 新界區專線小巴12線、新界區專線小巴15線、新界區專線小巴15M線、新界區專線小巴17M線：寶林往返翠林、康盛花園

## 相關事件
- 2016年4月11日：下午1時59分，一輛警車與一輛前往土瓜灣高山劇場的此路線小巴在將軍澳寶琳北路近康盛花園對開相撞，一名警員、一名小巴司機及一名50歲女乘客受傷送院。[6][7][8]